# أبييي هيوستن إيفانز
أبييي هيوستن إيفانز (بالإنجليزية: Abbie Huston Evans)‏ (20 ديسمبر 1881، لي في الولايات المتحدة - 1983)؛ كاتِبة وشاعرة أمريكية.